# الجنرال تاكسين
تاكسين أو ثاكسين (بالتايلندية:สมเด็จพระเจ้าตากสินมหาราช) ملك ومؤسس مملكة ثونبوري (17 أبريل 1734 - 7 أبريل 1782) ومحرر المملكة التايلاندية من الاحتلال البورمي وقاد توسعات كبيرة حيث استطاع غزو كمبوديا وبعض المدن في الجنوب واستطاع ضم مدينة شيانج ماي واستطاع أن يستحل عاصمة لاوس مدينة فيينتيان وواجة الجنرال تاكسين صعوبة في التعامل معا الوضع الداخلي للمملكة واندلعت ثورة ضده نجحت في خلعة وإعدامة وبذلك انتهت فترة حكم ثونبوري.

## روابط خارجية
- الجنرال تاكسين على موقع الموسوعة البريطانية (الإنجليزية)